# 19 ventôse
19 pluviôse 19 germinal
Le nonidi 19 ventôse, officiellement dénommé jour du cerfeuil, est le 169e jour de l'année du calendrier républicain.
C'était généralement le 9e jour du mois de mars dans le calendrier grégorien.

## Événements
- An IV : 9 mars 1796
  - Napoléon Bonaparte épouse Joséphine, veuve du vicomte de Beauharnais